# Narsinghgarh
Narsinghgarh là một thành phố và khu đô thị của quận Rajgarh thuộc bang Madhya Pradesh, Ấn Độ.

## Địa lý
Narsinghgarh có vị trí 23°42′B 77°06′Đ / 23,7°B 77,1°Đ Nó có độ cao trung bình là 483 mét (1584 feet).

## Nhân khẩu
Theo điều tra dân số năm 2001 của Ấn Độ, Narsinghgarh có dân số 27.657 người. Phái nam chiếm 52% tổng số dân và phái nữ chiếm 48%. Narsinghgarh có tỷ lệ 66% biết đọc biết viết, cao hơn tỷ lệ trung bình toàn quốc là 59,5%: tỷ lệ cho phái nam là 73%, và tỷ lệ cho phái nữ là 57%. Tại Narsinghgarh, 15% dân số nhỏ hơn 6 tuổi.